# Bentzin
Bentzin (pol. hist. Benczyn) – miejscowość i gmina w Niemczech,  w kraju związkowym Meklemburgia-Pomorze Przednie, w powiecie Vorpommern-Greifswald, wchodzi w skład Związku Gmin Jarmen-Tutow.

## Części gminy
Do gminy przynależą następujące części (Ortsteil)
- Alt Plestlin
- Bentzin
- Leussin
- Neu Plestlin
- Zarrenthin
- Zemmin.

## Osoby urodzone w Bentzinie
- Berthold Beitz – niemiecki przedsiębiorca